# Golfito
Golfito är en kantonhuvudstad i Costa Rica.   Den ligger i kantonen Cantón de Golfito och provinsen Puntarenas, i den sydöstra delen av landet, 180 km sydost om huvudstaden San José. Golfito ligger 90 meter över havet och antalet invånare är 6 777.
Terrängen runt Golfito är kuperad åt nordväst, men åt sydost är den platt. Havet är nära Golfito västerut. Runt Golfito är det glesbefolkat, med 18 invånare per kvadratkilometer. Närmaste större samhälle är Corredor, 18,8 km öster om Golfito. I omgivningarna runt Golfito växer i huvudsak städsegrön lövskog.